# Kriyananda

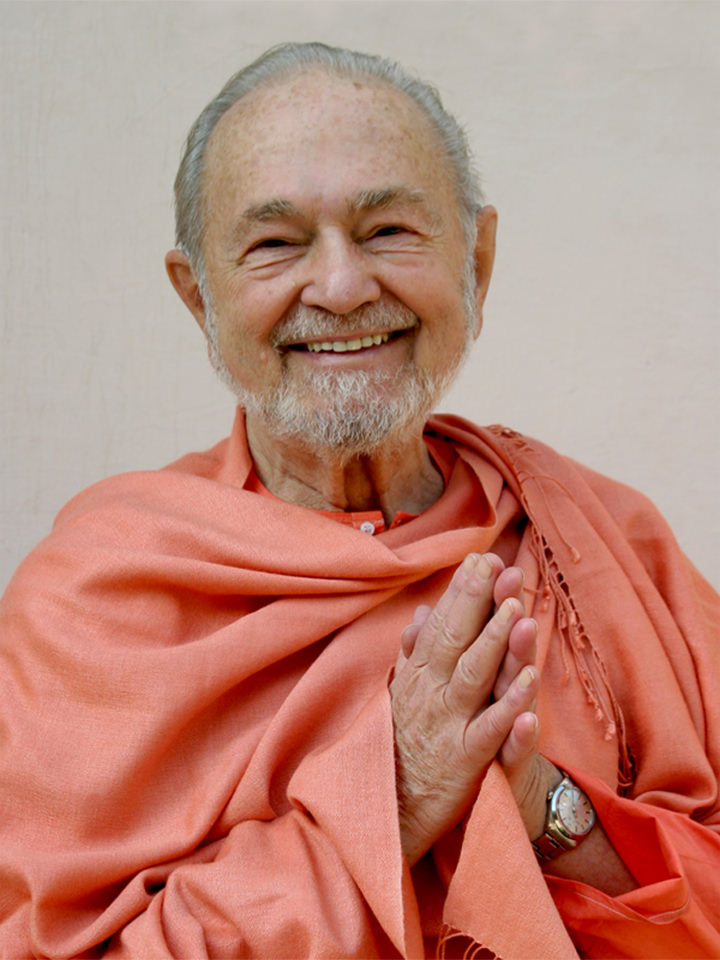
Swami Kriyananda

Swami Kriyananda, eigentlich James Donald Walters  (* 19. Mai 1926 in Teleajen, Rumänien; † 21. April 2013 in Assisi, Italien) ist direkter Schüler des Yogi Paramahansa Yogananda, und verbrachte während der letzten dreieinhalb Jahren von Yoganandas Leben viel Zeit an seiner Seite (1948–1952). In dieser Zeit wurde Kriyananda Minister in der Self-Realization Fellowship, die von Yogananda begründet worden war. Yogananda beauftragte ihn auch mit dem Lehren von Kriya Yoga, welches Yogananda als die höchste Technik der Self-Realization (Selbst-Verwirklichung) bezeichnete.
Kriyananda ist der Begründer von Ananda, den World Brotherhood Colonies (Verband spiritueller Gemeinschaften/Meditationszentren und -gruppen), die als Grundlage die Lehren von Paramhansa Yogananda haben.  Er war auch Autor von mehr als 80 Büchern und Komponist von über 400 Liedern und Musikstücken. Seine Bücher und Musik sind in rund 25 Sprachen übersetzt worden. Kriyananda sprach unter anderem Englisch, Rumänisch, Italienisch, Französisch, Spanisch, Deutsch, Bengali und Hindi.

## Leben
Kriyananda wurde in Rumänien als Kind amerikanischer Eltern geboren. Er wuchs in Rumänien, der Schweiz und in England auf. Seine Familie kehrte mit Kriyananda (damals Donald Walters) nach Amerika zurück, um dem Zweiten Weltkrieg zu entkommen, als er 13 Jahre alt war. Walters besuchte eine amerikanische High School und danach das Haverford College und die Brown-Universität, die er nach nur einem Semester vor Abschluss verließ.
Zu dieser Zeit nahm sein Interesse an spirituellen Dingen stetig zu. In seiner Autobiographie beschreibt er eine Nacht, als er lange spazieren ging und zu der Erkenntnis kam, dass die Berufung seines Lebens im Suchen nach Gott bestand.
„Ich begriff, dass Religion viel mehr ist als nur ein Glaubenssystem und viel mehr als formalisiertes Bemühen, Gott ein wenig Mitleid abzuringen, indem man Ihm Geflehe, selbstverurteilende Gebete und versöhnliche Riten darbietet. Wenn unsere Verbindung mit ihm in der Tatsache besteht, dass wir Ihn schon manifestieren, dann liegt es an uns, ihn ganz und gar anzunehmen und Ihn ganz und gar auszudrücken. Und genau darum geht es in Religion! Wahre Religion besteht in wachsendem Gewahrsein unserer tiefen, spirituellen Beziehung mit Gott!“ 
Bald danach im Jahre 1948 stieß Walters auf Yoganandas Autobiografie eines Yogi und reiste sofort nach Kalifornien, um Schüler von Paramhansa Yogananda zu werden. In den darauf folgenden Jahren verbrachte Walters Zeit mit Yogananda, vertiefte sich in dessen Lehren, machte viele Notizen und arbeitete an verschiedenen Projekten der Organisation seines Meisters. 1955, drei Jahre nach Yoganandas Ableben, nahm Walters den spirituellen Namen „Swami Kriyananda“ an.
1960 wurde Kriyananda Vizepräsident in Self-Realization Fellowship (die von Yogananda gegründete Organisation), aber 1962 wurde er aus SRF verbannt. Er setzte die ihm von Yogananda aufgetragene Arbeit – „Schreiben, Editieren und Unterrichten“ – fort und bemühte sich um die Erfüllung der Mission seines Gurus: Der Aufbau von „Welt-Brüderlichkeits-Kolonien“.

## Welt-Brüderlichkeits-Kolonien und andere Vermächtnisse
„Welt-Brüderlichkeits-Kolonien“ (World Brotherhood Colonies) sind ein wenig bekannter und dennoch wichtiger Aspekt von Yoganandas Lehre. Yogananda erwähnte sie in seiner Autobiographie: „… ein Projekt, an das ich lange gedacht habe, beginnt Form anzunehmen. An diesem wunderschönen Ort habe ich eine Miniatur-Weltkolonie begründet. Brüderlichkeit ist ein Ideal, das besser in der Praxis als in der Theorie begriffen wird. Die hiesige, kleine, harmonische Gruppe kann zu anderen idealen Gemeinschaften auf der ganzen Erde inspirieren.“ Bis an sein Lebensende rief er zu einem gemeinschaftlichen Leben mit Gleichgesinnten, mit hohen Idealen und materieller Einfachheit auf.
Ananda Village, Kriyanandas erste Welt-Brüderlichkeits-Kolonie, wurde 1968 gegründet. Seitdem sind Ananda-„Kolonien“ und Gemeinschaften in den USA, Italien und Indien gegründet worden. Über 250 Menschen leben in Ananda Village auf über 320 Hektar Land. Weitere Kolonien befinden sich in:  Assisi, Italien; nahe Neu-Delhi, Indien; in den US-Staaten Oregon, Washington und Rhode Island; sowie in den kalifornischen Städten Sacramento and Palo Alto, California. Die Ananda Gemeinschaften haben insgesamt ca. 900 Residenten. Dazu kommen zahlreiche Meditationsgruppen in den USA und Europa.
Kriyananda gründete außerdem den Verlag Crystal Clarity Publishers, entwickelte das „Education for Life“-System zur Erziehung von Kindern mitsamt Schulen in Amerika und eine Richtung des Hatha Yoga, genannt „Ananda Yoga für ein höheres Bewusstsein“.
Die bekanntesten Ananda Retreat Zentren sind „The Expanding Light“ in Ananda Village, Kalifornien, sowie das italienische Ananda Zentrum nahe Assisi „Il Rifugio“ mit seinem Tempel des Lichts.

## Bücher und Musik
Kriyananda hat betont, dass seine Berufung darin besteht, die Lehre Yoganandas in die Praxis umzusetzen. Daher hat er zu einer großen Bandbreite von Themen Bücher veröffentlicht: „Ehe, Erziehung, Management und Erfolg, spirituelle Gemeinschaften, Yoga, Selbstheilung, Kunst, Architektur, Astrologie, und Philosophie, sowie Ausgaben von und über Yoganandas Lehren und Interpretationen über die Bibel, Bhagavad Gita und andere Schriften.“ Kriyanandas Kompositionen beinhalten spirituelle Chants, instrumentale Musik und Chormusik, inklusive poetischer Lyrik. Kriyananda nennt seine Musiklyrik scherzhaft eine „schmerzlose Philosophie“ – d. h. die Lehre und Energie seines Guru wird durch Lieder besser begreiflich.

## Kontroversen
- Swami Kriyananda wurde 1962 aus Self-Realization Fellowship (SRF) verbannt. In seinem Buch The Path (dt. gekürzt: „Die Suche nach dem Sinn“) bezeichnet er als Ursache einen Konflikt mit dem SRF Board of Directors. Später sah Kriyananda vor allem einen Konflikt mit Tara Mata und Daya Mata, zwei weibliche Mitglieder des SRF Board of Directors.[10]

- Self-Realization Fellowship verklagte Kriyananda in einem 12 Jahre währenden Prozess, der Millionen von Dollars kostete (50 Millionen nach Schätzungen von Ananda). Sie klagten Kriyananda und Ananda wegen verschiedener Fragen des Urheber- und Markenzeichen-Rechtes an. Dazu gehörte auch der Anspruch von SRF, alle Rechte über den Gebrauch von Begriffen wie 'Paramahansa Yogananda' und 'Selbst-Verwirklichung' für sich zu behalten. Viele Hindu-, Yoga- und Meditationsgruppen unterstützten dagegen mit Dokumenten die Position von Ananda.

- SRF verlor in fast allen Punkten, einschließlich der Forderung nach dem Recht über den Gebrauch des Namens 'Paramahansa Yogananda'; die Forderung nach alleinigen Rechten der Veröffentlichung von 'Paramahansa Yogananda'; ihre Forderung nach ausschließlichem Urheberrecht von bestimmten Fotos von Yogananda; ihr Versuch, 'Self-Realization' als Markenname für sich zu gewinnen u. v. a. m. Das Gericht gab SRF in nur einem Punkt recht: Ananda habe das SRF-Copyright gebrochen durch Vorspielen von Aufnahmen von Yoganandas Stimme.

- Infolge der Gerichtsentscheidungen begann Ananda mit der Veröffentlichung der Erstausgabe von Yoganandas Autobiography of a Yogi.[11] Siehe Anandas Bericht über den Prozess[12] und den Bericht von SRF.[13]

- In einem Gerichtsverfahren von 1997–98[14] klagte eine frühere Residentin von Ananda gegen Ananda, Ananda-Minister Danny Levin und Swami Kriyananda. Im Prozessverlauf sagen acht Frauen aus, dass Kriyananda seine Macht als Leiter von Ananda missbraucht habe, um sexuelle Gefälligkeiten von ihnen zu erhalten. Das Schöffengericht befand die kirchliche Organisation (Ananda) und Kriyananda des geplanten Betruges („constructive fraud“) schuldig, sowie die Kirche (Ananda), Kriyananda und Ananda-Minister Daniel Levin des absichtlichen Zufügens von emotionalem Schmerz („intentional infliction of emotional distress“), verbunden mit Böswilligkeit („malice“) und verabscheuenswürdigem Benehmen („despicable conduct“) für eine Kirche. Die Kirche wurde als haftbar verurteilt für nachlässige Kontrolle („negligent supervision“) von Kriyananda, sowie Böswilligkeit und Schwindel („malice and fraud“) seitens der Kirche. Die Jury stellte außerdem fest, dass Levin nicht-willkommene sexuelle Annäherungsversuche („unwelcome sexual advances“) unternommen hatte. Die Self-Realization Fellowship hatte ihren Einfluss folgendermaßen in diesem Prozess: Die gegen Ananda klagende Frau hatte sich vorher mit Daya Mata (Präsidentin von SRF) und der SRF-Direktorenversammlung getroffen; ein SRF-Mitglied übernahm die Anklagenvertretung (der gleiche Anwalt, der auch SRF in deren erfolglosen Copyright-Prozess gegen Ananda vertreten hatte); SRF-Mitglieder dienten außerdem als Prozessgehilfen gegen Ananda. Nähere Details kann man in „Does SRF Have Unclean Hands?“ nachlesen.[15]

- Im März 2004 machte die Polizei eine Razzia in der Ananda-Gemeinschaft nahe Assisi, Italien. Dem lag die Anklage eines früheren Residenten zugrunde, der Ananda des Betruges, der Wucherei und des Vergehens gegen das Arbeitsgesetz beschuldigte. Neun Residenten von Ananda wurden kurzfristig in Untersuchungshaft genommen. Es gab auch einen Haftbefehl gegen Kriyananda, der sich aber zu der Zeit in Indien befand. Nach diesem Vorfall wurde jedoch keine Anklage erhoben.[16]

## Die letzten Jahrzehnte
Kriyananda heiratete 1981. Zu seiner zweiten Eheschließung, 1985, sagte er sich öffentlich von seinen Mönchsgelübden los. Er wurde später geschieden und kehrte 1995 offiziell wieder zu seinem Mönchsorden und -namen zurück.
Ab 1996 lebte Swami Kriyananda hauptsächlich im Zentrum Ananda Assisi. Seit 2004, lebt er in Indien, wo nahe New Delhi, ein weiteres Ananda Zentrum entsteht. Seine Fernsehsendung erscheint täglich bei Aastha TV, ein indisches Kabelfernsehen, das außer in ganz Indien auch in Asien, Europa und den USA empfangen werden kann. Lehrer von Ananda geben jetzt auch Kurse in Meditation und Kriya Yoga in vielen Großstädten Indiens.
Wegen seines Einsatzes für die spirituelle Zukunft der Menschheit wurde Swami Kriyananda im Jahr 2006 als „Kreatives Mitglied“ des berühmten Clubs von Budapest anerkannt, Seite an Seite mit weltberühmten Persönlichkeiten wie beispielsweise dem Dalai Lama, Desmond Tutu, Mikhail Gorbachev und Jane Goodall.

## Bibliografie (Auswahl)
- Art as a Hidden Message: A Guide to Self-Realization
- Awaken to Superconsciousness: How to Use Meditation for Inner Peace, Intuitive Guidance, and Greater Awareness
- Affirmations for Self-Healing
- The Art of Supportive Leadership: A Practical Guide for People in Positions of Responsibility
- Conversations with Yogananda: Stories, Sayings, and Wisdom of Paramhansa Yogananda
- Do It Now
- The Essence of the Bhagavad Gita: Explained by Paramhansa Yogananda
- As Remembered by His Disciple, Swami Kriyananda
- Hope for a Better World: The Small Communities Solution
- The Hindu Way of Awakening: Its Revelation, Its Symbols: An Essential View of Religion
- Intuition for Starters: How to Know and Trust Your Inner Guidance
- The Land of Golden Sunshine: An Allegory of Soul-Yearning
- Life's Little Secrets
- Little Secrets of Friendship
- Little Secrets of Happiness
- The Promise of Immortality: The True Teaching of the Bible and Bhagavad Gita
- The Path: One Man's Quest on the Only Path There Is
- The Peace Treaty: A Play in Three Acts
- Rays of the One Light: Weekly Commentaries on the Bible & Bhagavad Gita
- Rays of the Same Light: Volume 1
- Rays of the Same Light: Volume 2
- Rays of the Same Light: Volume 3
- Secrets of Comfort and Joy
- Secrets of Emotional Healing
- Secrets of Friendship
- Secrets of Happiness
- Secrets of Inner Peace
- Secrets of Leadership
- Space, Light, and Harmony: The Story of Crystal Hermitage
- Secrets of Love
- Secrets of Meditation
- Secrets for Men
- The Singer & The Nightingale

### Ananda freundlich gesinnte Seiten
- Official biographical website of Swami Kriyananda
- Ananda's primary website

### Kritische Websites über Ananda
- Ananda Awareness Network - trial deposition transcripts, etc.
- Another site written by former members of Ananda

### Andere
- Recent Interview mit Swami Kriyananda, May 12, 2006
- Article on the Bertolucci Lawsuit.
- This page contains articles collected by Rick Ross Institute on Swami Kriyananda and Ananda.